# 桙衝神社

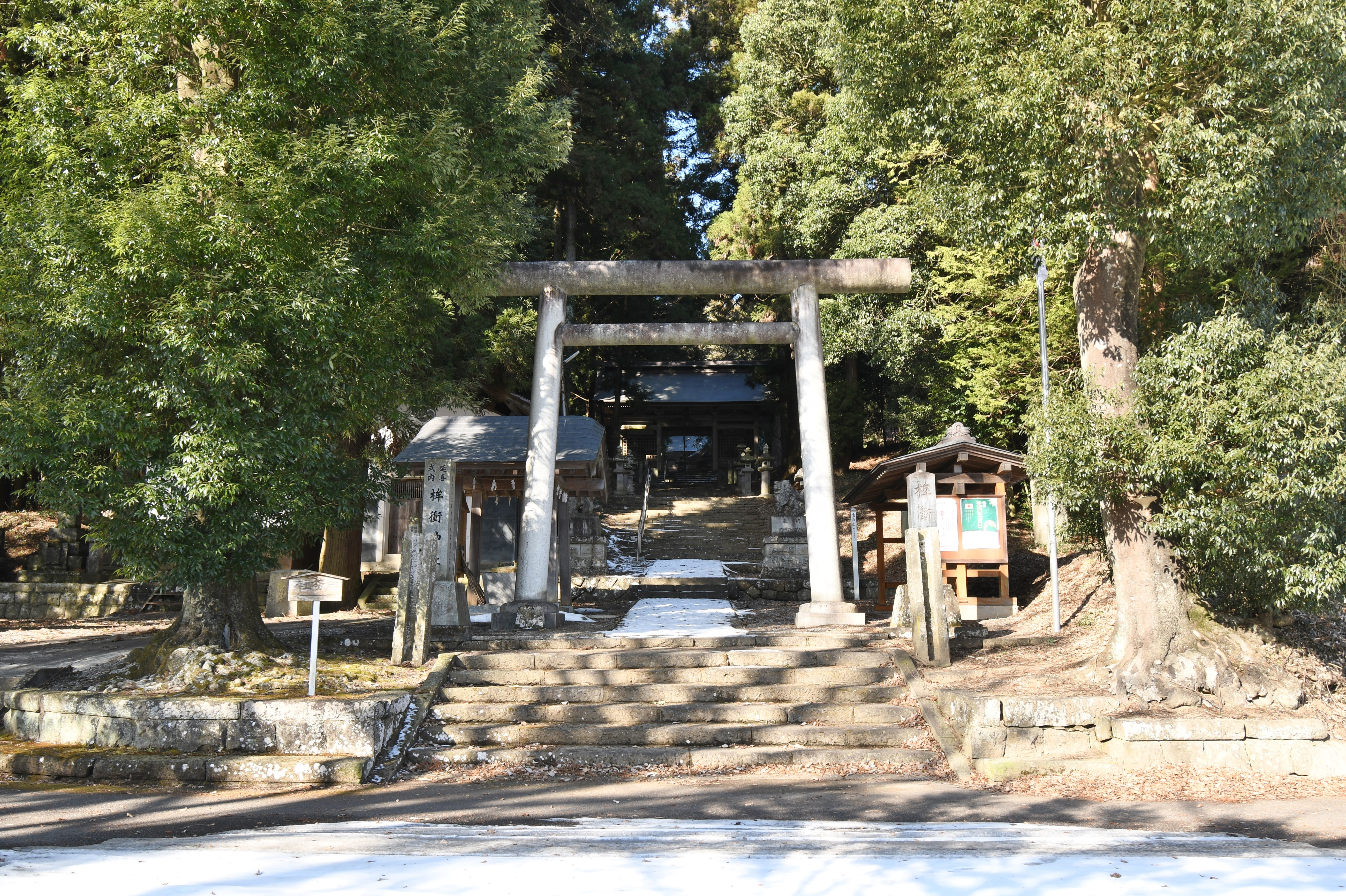
鳥居

桙衝神社（ほこつきじんじゃ）は、福島県須賀川市桙衝にある神社。式内社で、旧社格は県社。

## 祭神
- 日本武尊
- 武甕槌神

## 歴史
伝承では、日本武尊が東征の際に亀居山（神居山）に上り、山上にあった大石を祭壇に見立てて武甕槌神に対して戦勝祈願したというが、奈良時代の養老2年（712年）に、常陸国（現在の茨城県）に土着していた豪族が鹿島神宮より勧請したのが起源とされる。平安時代の弘仁12年（821年）、境内地から神鉾が出現したので鹿島大明神の依り代として祀るようになっている。また、『延喜式』の神名帳にも記載された。天喜5年（1057年）には、前九年の役の最中の源頼義が戦勝祈願を行い、改めて鹿島神宮を勧請合祀し、桙衝鹿島大明神と呼ばれるようになった。慶長2年（1597年）には火災によって社殿が焼失したが、慶安元年（1648年）に白河藩主の榊原忠次によって再建建立された。

## 境内

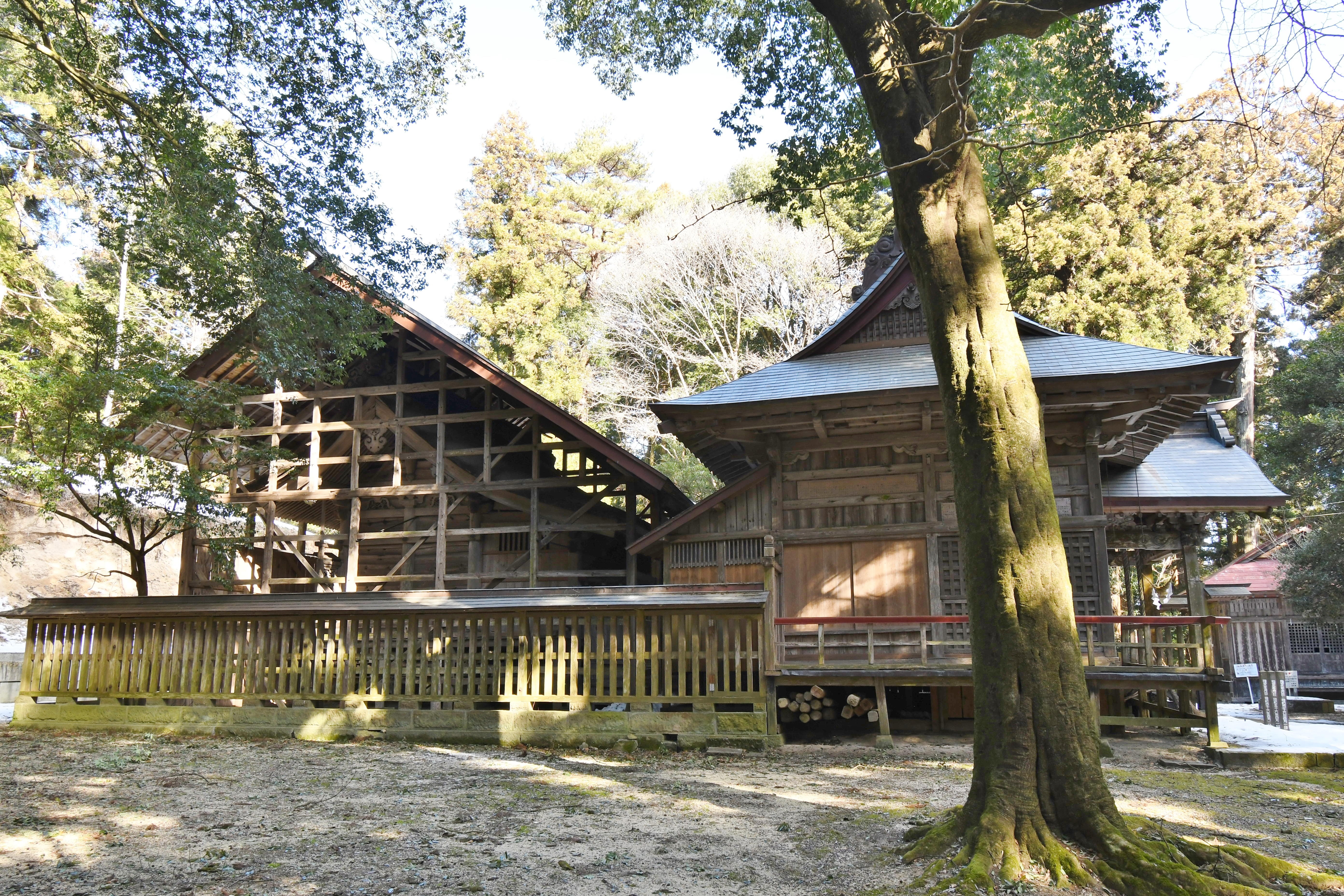
社殿
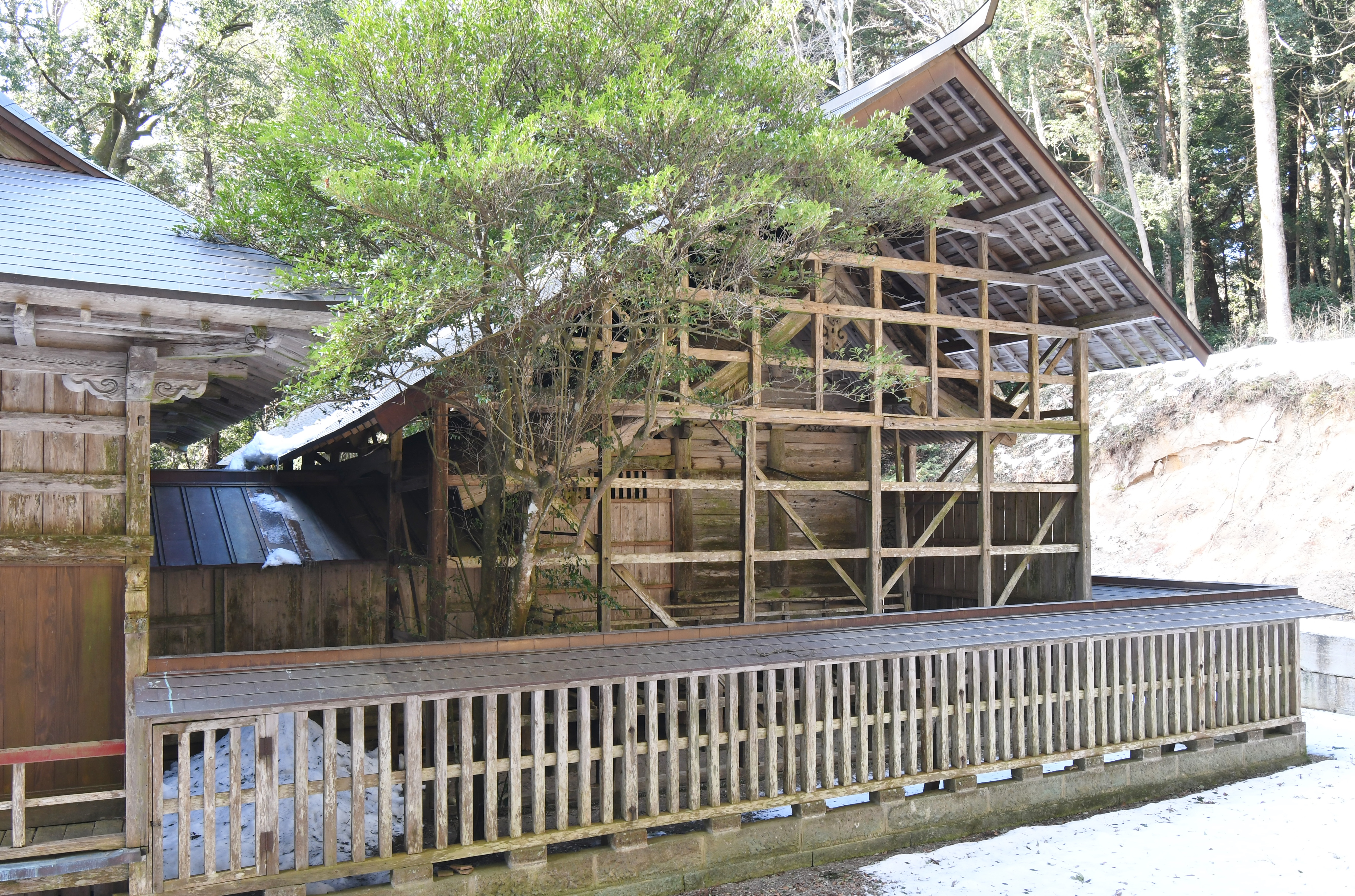
本殿（福島県指定文化財）
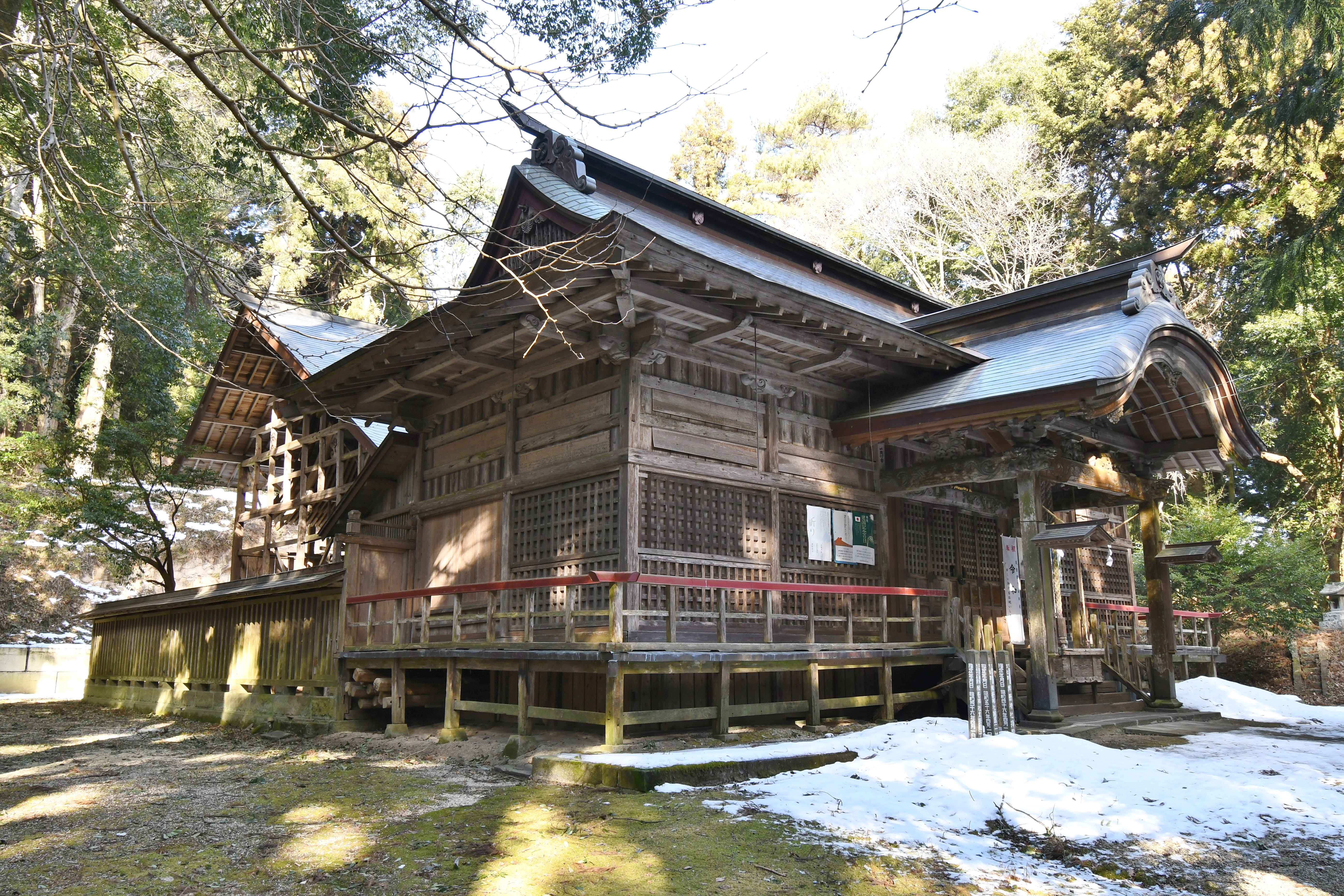
拝殿（須賀川市指定文化財）
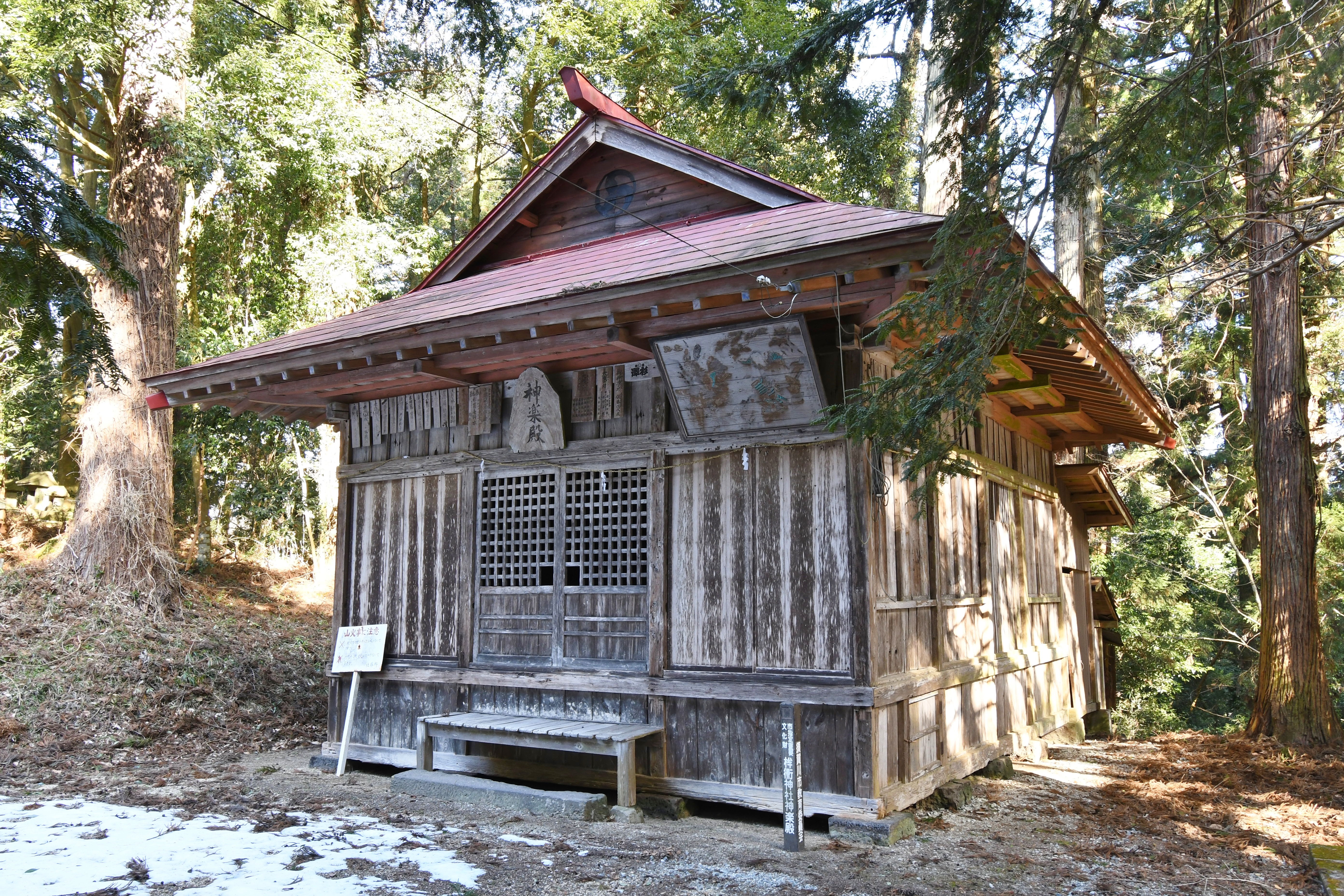
神楽殿（須賀川市指定文化財）
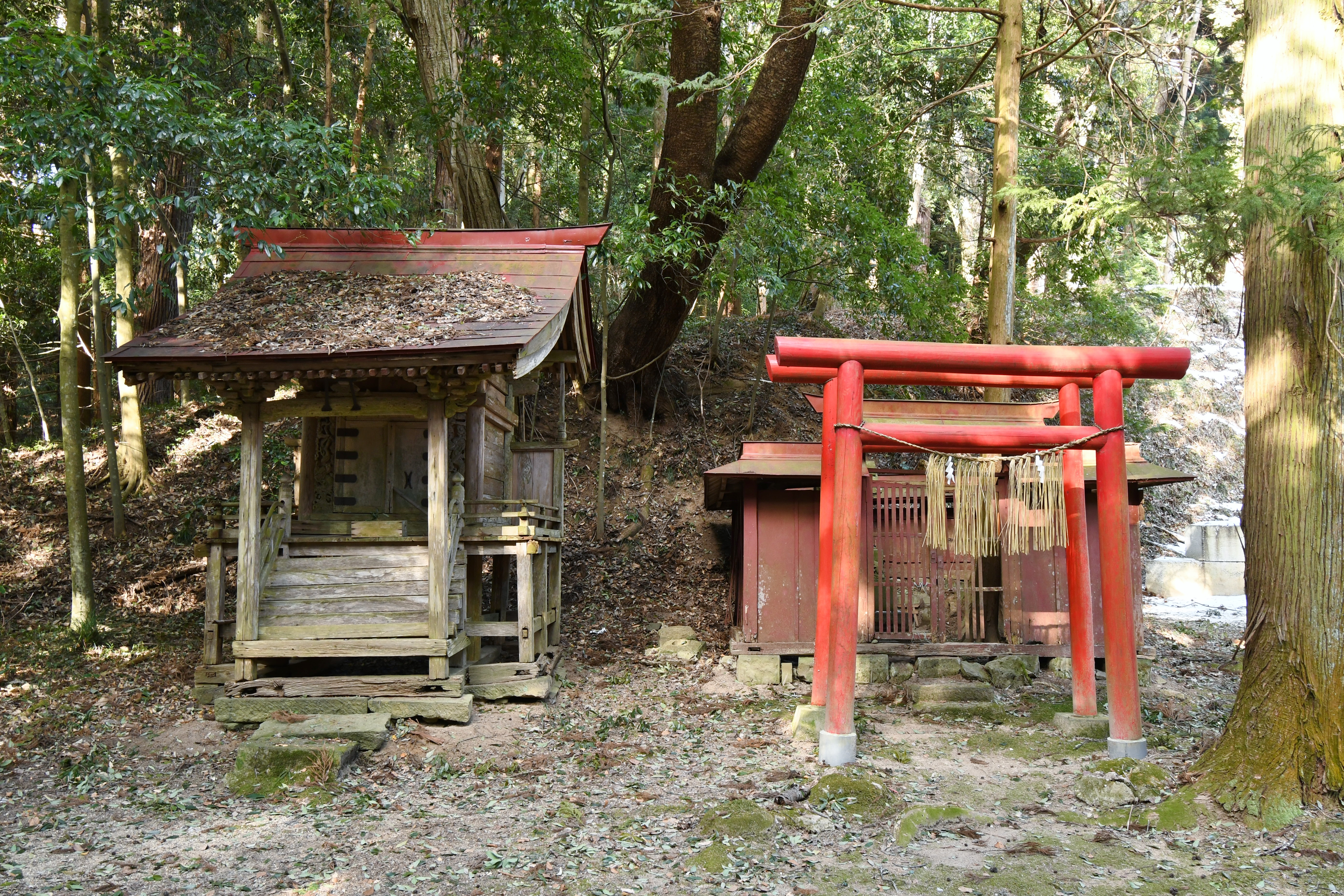
境内社
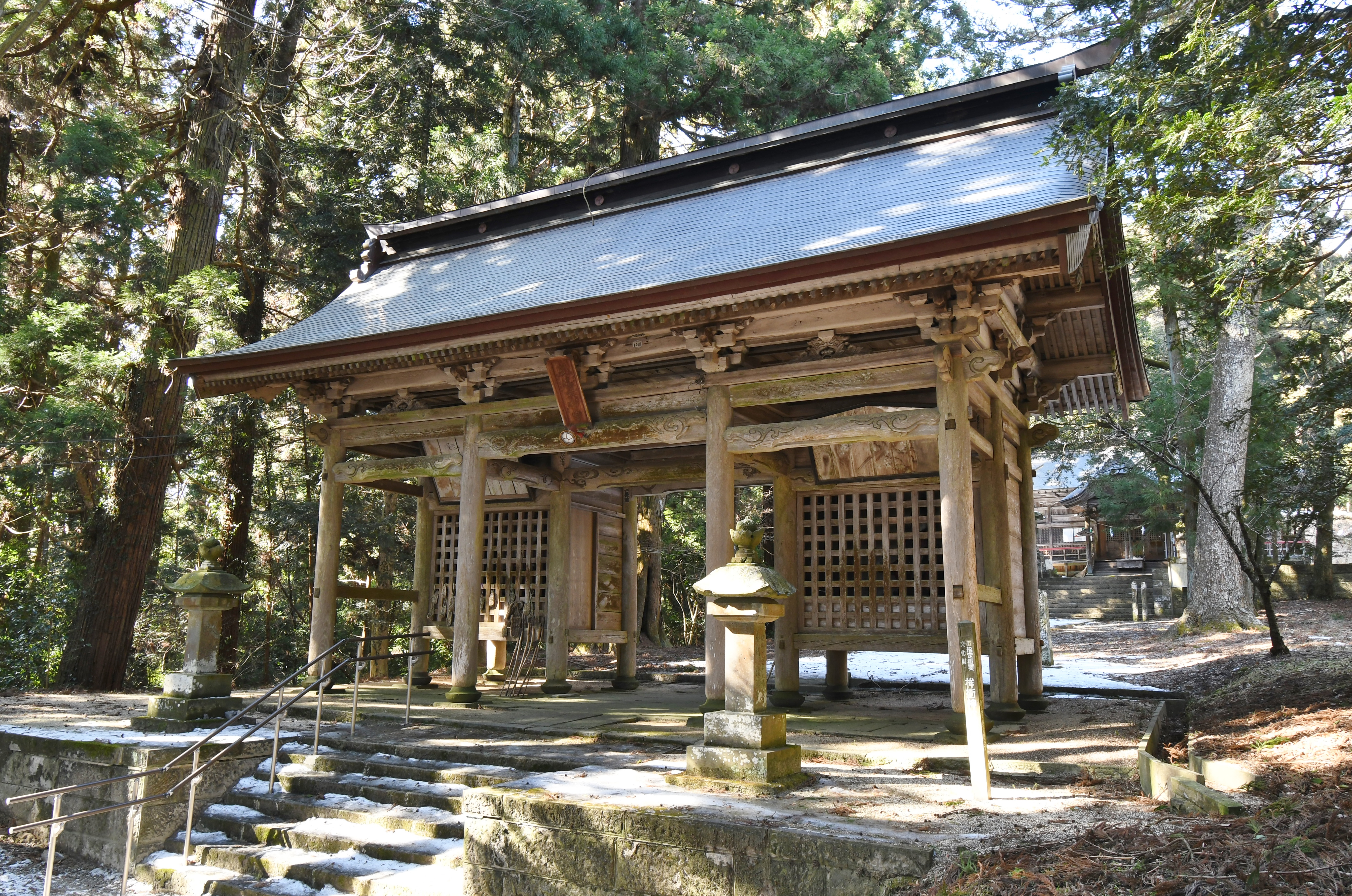
随身門（須賀川市指定文化財）
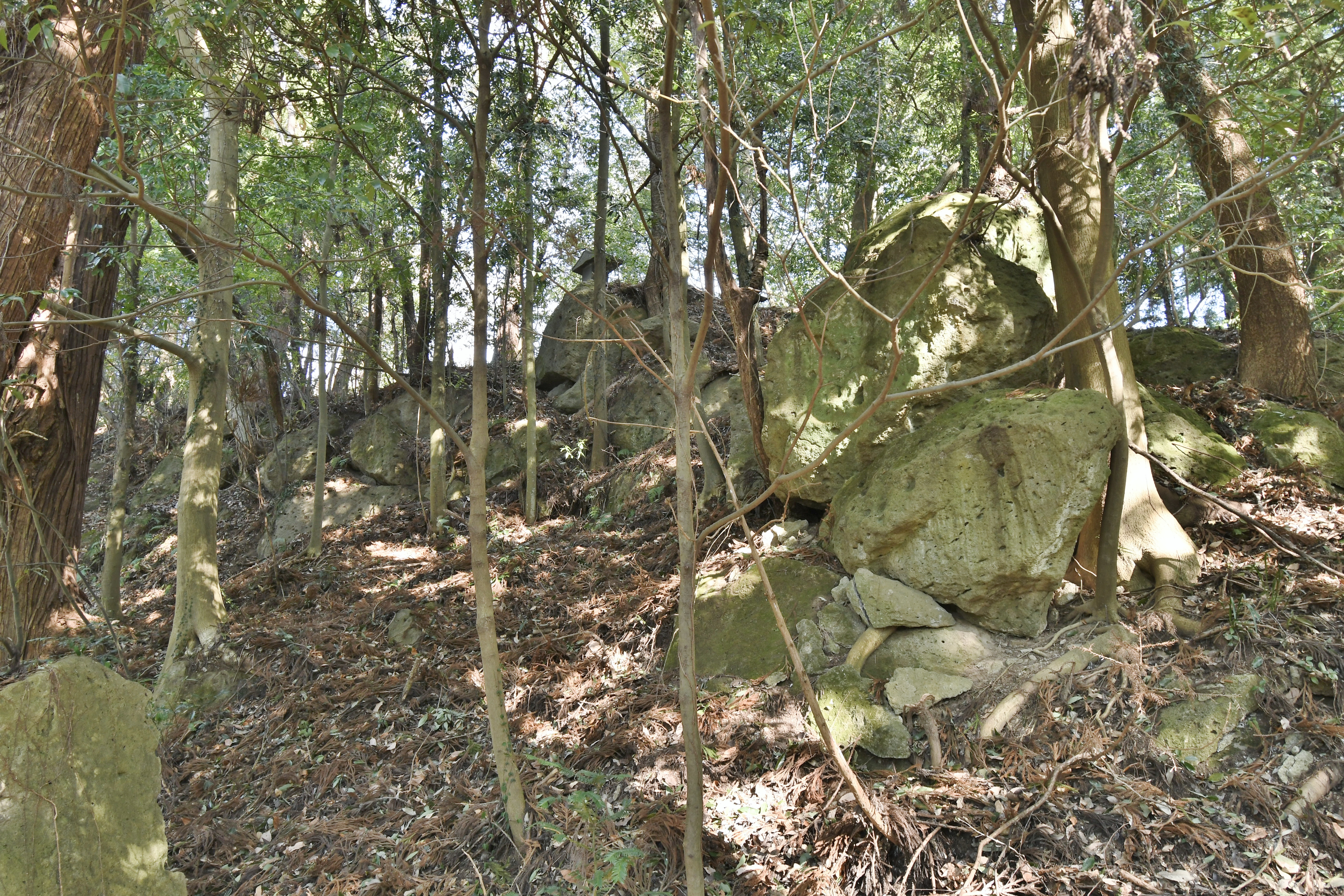
桙衝神社祭祀遺跡（須賀川市指定史跡）

## 祭事
- 太鼓獅子 - 3年に1度（旧暦の閏年）10月、第1土曜日に宵祭り、その翌日の日曜日に本祭りが開催される。桙衝地区に住む地元の男性らが化粧し、衣装などを身に付け、踊りながら太鼓を叩く。1968年（昭和43年）4月1日に須賀川市の無形民俗文化財に指定された[1]。

## 文化財

### 福島県指定文化財
- 有形文化財
  - 桙衝神社本殿（附 棟札12枚）（建造物） - 1976年（昭和51年）5月4日指定。

### 須賀川市指定文化財
- 有形文化財
  - 桙衝神社拝殿（建造物） - 1971年（昭和46年）4月1日指定。
  - 桙衝神社随神門（建造物） - 1971年（昭和46年）4月1日指定。
  - 桙衝神社神楽殿（建造物） - 1971年（昭和46年）4月1日指定。
  - 桙衝神社絵馬繋ぎ駒（絵画） - 須賀川市歴史民俗資料館保管。1981年（昭和86年）4月1日指定。
  - 桙衝神社祭祀遺跡出土遺物（考古資料） - 2001年（平成13年）3月26日指定。
- 無形民俗文化財
  - 桙衝神社太鼓獅子 - 1968年（昭和43年）4月1日指定。
- 史跡
  - 桙衝神社祭祀遺跡 - 1998年（平成10年）3月17日指定。

## 現地情報
所在地
- 福島県須賀川市桙衝字亀居山97-1

交通アクセス
- バス：福島交通（矢田野経由長沼行き）バス停「桙衝神社」下車後、徒歩約3分